# Lupinus monticola
Lupinus monticola är en ärtväxtart som beskrevs av Per Axel Rydberg. Lupinus monticola ingår i släktet lupiner, och familjen ärtväxter. Inga underarter finns listade i Catalogue of Life.